# Néstor Lorenzo
Néstor Gabriel Lorenzo (Buenos Aires, 28 febbraio 1966) è un allenatore di calcio ed ex calciatore argentino, di ruolo difensore, attuale commissario tecnico della nazionale colombiana.

## Carriera
Roccioso difensore centrale cresciuto nell'Argentinos Juniors, vanta esperienze internazionali anche in Italia ed in Inghilterra.

### Nazionale
Partecipa da protagonista al Mondiale di Italia '90 con la nazionale argentina, che arriva seconda perdendo la finale con la Germania Ovest.

## Statistiche

### Allenatore

#### Nazionale colombiana
| Squadra  | Naz                 | dal           | al        | Record | Record | Record | Record | Record | Record | Record | Record     |
| Squadra  | Naz                 | dal           | al        | G      | V      | N      | P      | GF     | GS     | DR     | % Vittorie |
| -------- | ------------------- | ------------- | --------- | ------ | ------ | ------ | ------ | ------ | ------ | ------ | ---------- |
| Colombia | Colombia (bandiera) | 9 luglio 2022 | in carica | 25     | 19     | 6      | 0      | 50     | 16     | +34    | 76,00      |

#### Nazionale colombiana nel dettaglio
| 2023            | Colombia        | Qual. Mondiale 2026 | Subentrato      | 6  | 3  | 3 | 0 | 50,00 | 6  | 3  | +3  |
| giu.-lug. 2024  | Colombia        | Copa América 2024   | 2º              | 6  | 4  | 1 | 1 | 66,67 | 12 | 3  | +9  |
| Dal 2022        | Colombia        | Amichevoli          |                 | 14 | 12 | 2 | 0 | 85,71 | 32 | 11 | +21 |
| Totale Colombia | Totale Colombia | Totale Colombia     | Totale Colombia | 26 | 19 | 6 | 1 | 73,08 | 50 | 17 | +33 |

#### Panchine da commissario tecnico della nazionale colombiana
| Cronologia completa delle presenze e delle reti in nazionale ― Colombia | Cronologia completa delle presenze e delle reti in nazionale ― Colombia | Cronologia completa delle presenze e delle reti in nazionale ― Colombia | Cronologia completa delle presenze e delle reti in nazionale ― Colombia | Cronologia completa delle presenze e delle reti in nazionale ― Colombia | Cronologia completa delle presenze e delle reti in nazionale ― Colombia | Cronologia completa delle presenze e delle reti in nazionale ― Colombia          | Cronologia completa delle presenze e delle reti in nazionale ― Colombia |
| Data                                                                    | Città                                                                   | In casa                                                                 | Risultato                                                               | Ospiti                                                                  | Competizione                                                            | Reti                                                                             | Note                                                                    |
| ----------------------------------------------------------------------- | ----------------------------------------------------------------------- | ----------------------------------------------------------------------- | ----------------------------------------------------------------------- | ----------------------------------------------------------------------- | ----------------------------------------------------------------------- | -------------------------------------------------------------------------------- | ----------------------------------------------------------------------- |
| 25-9-2022                                                               | Harrison                                                                | Colombia                                                                | 4 – 1                                                                   | Guatemala                                                               | Amichevole                                                              | James Rodríguez Luis Sinisterra Rafael Borre Yaser Asprilla                      | Cap: R.Falcao                                                           |
| 28-9-2022                                                               | Santa Clara                                                             | Colombia                                                                | 3 – 2                                                                   | Messico                                                                 | Amichevole                                                              | 2 Luis Sinisterra Wílmar Barrios                                                 | Cap: R.Falcao                                                           |
| 20-11-2022                                                              | Fort Lauderdale                                                         | Colombia                                                                | 2 – 0                                                                   | Paraguay                                                                | Amichevole                                                              | Davinson Sánchez Radamel Falcao                                                  | Cap: D.Ospina                                                           |
| 29-1-2023                                                               | Carson                                                                  | Stati Uniti                                                             | 0 – 0                                                                   | Colombia                                                                | Amichevole                                                              | -                                                                                | Cap: F.Fabra                                                            |
| 24-3-2023                                                               | Ulsan                                                                   | Corea del Sud                                                           | 2 – 2                                                                   | Colombia                                                                | Amichevole                                                              | James Rodríguez Jorge Carrascal                                                  | Cap: J.Rodriguez                                                        |
| 28-3-2023                                                               | Osaka                                                                   | Giappone                                                                | 1 – 2                                                                   | Colombia                                                                | Amichevole                                                              | Jhon Durán Rafael Borre                                                          | Cap: M.Uribe                                                            |
| 16-6-2023                                                               | Valencia                                                                | Colombia                                                                | 1 – 0                                                                   | Iraq                                                                    | Amichevole                                                              | Mateo Cassierra                                                                  | Cap: J.Cuadrado                                                         |
| 20-6-2023                                                               | Gelsenkirchen                                                           | Germania                                                                | 0 – 2                                                                   | Colombia                                                                | Amichevole                                                              | Luis Fernando Díaz Juan Cuadrado (rig.)                                          | Cap: J.Cuadrado                                                         |
| 7-9-2023                                                                | Barranquilla                                                            | Colombia                                                                | 1 – 0                                                                   | Venezuela                                                               | Qual. Mondiali 2026                                                     | Rafael Santos Borré                                                              | Cap: J.Cuadrado                                                         |
| 12-9-2023                                                               | Santiago del Cile                                                       | Cile                                                                    | 0 – 0                                                                   | Colombia                                                                | Qual. Mondiali 2026                                                     |                                                                                  | Cap: J.Cuadrado                                                         |
| 12-10-2023                                                              | Barranquilla                                                            | Colombia                                                                | 2 – 2                                                                   | Uruguay                                                                 | Qual. Mondiali 2026                                                     | James Rodríguez Mateus Uribe                                                     | Cap: J. Cuadrado                                                        |
| 17-10-2023                                                              | Quito                                                                   | Ecuador                                                                 | 0 – 0                                                                   | Colombia                                                                | Qual. Mondiali 2026                                                     |                                                                                  | Cap: J.Cuadrado                                                         |
| 16-11-2023                                                              | Barranquilla                                                            | Colombia                                                                | 2 – 1                                                                   | Brasile                                                                 | Qual. Mondiali 2026                                                     | Luis Fernando Díaz (x2)                                                          | Cap: J.Cuadrado                                                         |
| 22-11-2023                                                              | Asunción                                                                | Paraguay                                                                | 0 – 1                                                                   | Colombia                                                                | Qual. Mondiali 2026                                                     | Rafael Santos Borré (rig.)                                                       | Cap: J.Rodriguez                                                        |
| 11-12-2023                                                              | Fort Lauderdale                                                         | Colombia                                                                | 1 – 0                                                                   | Venezuela                                                               | Amichevole                                                              | autorete                                                                         | Cap: A.Montero                                                          |
| 17-12-2023                                                              | Los Angeles                                                             | Messico                                                                 | 2 – 3                                                                   | Colombia                                                                | Amichevole                                                              | Andrés Reyes Roger Martínez Andrés Gómez                                         | Cap: D.Ospina                                                           |
| 22-3-2024                                                               | Londra                                                                  | Spagna                                                                  | 0 – 1                                                                   | Colombia                                                                | Amichevole                                                              | Daniel Munoz                                                                     | Cap: L.Diaz                                                             |
| 26-3-2024                                                               | Madrid                                                                  | Colombia                                                                | 3 – 2                                                                   | Romania                                                                 | Amichevole                                                              | Jhon Cordoba Jhon Arias Yaser Asprilla                                           | Cap: J.Rodriguez                                                        |
| 8-6-2024                                                                | Landover                                                                | Stati Uniti                                                             | 1 – 5                                                                   | Colombia                                                                | Amichevole                                                              | Jhon Arias Rafael Santos Borré Richard Ríos Jorge Carrascal Luis Sinisterra      | Cap: J.Rodriguez                                                        |
| 15-6-2024                                                               | East Hartford                                                           | Colombia                                                                | 3 – 0                                                                   | Bolivia                                                                 | Amichevole                                                              | Jhon Arias Jhon Córdoba Luis Fernando Díaz                                       | Cap: J.Rodriguez                                                        |
| 24-6-2024                                                               | Houston                                                                 | Colombia                                                                | 2 – 1                                                                   | Paraguay                                                                | Coppa America 2024 - 1º turno                                           | Daniel Muñoz Jefferson Lerma                                                     | Cap: J.Rodriguez                                                        |
| 28-6-2024                                                               | Glendale                                                                | Colombia                                                                | 3 – 0                                                                   | Costa Rica                                                              | Coppa America 2024 - 1º turno                                           | Luis Fernando Díaz (rig.) Davinson Sánchez Jhon Córdoba                          | Cap: J.Rodriguez                                                        |
| 2-7-2024                                                                | Santa Clara                                                             | Brasile                                                                 | 1 – 1                                                                   | Colombia                                                                | Coppa America 2024 - 1º turno                                           | Daniel Muñoz                                                                     | Cap: J.Rodriguez                                                        |
| 6-7-2024                                                                | Glendale                                                                | Colombia                                                                | 5 – 0                                                                   | Panama                                                                  | Coppa America 2024 - Quarti di finale                                   | Jhon Córdoba James Rodríguez (rig.) Luis Fernando Díaz Richard Ríos Miguel Borja | Cap: J.Rodriguez                                                        |
| 10-7-2024                                                               | Charlotte                                                               | Uruguay                                                                 | 0 – 1                                                                   | Colombia                                                                | Coppa America 2024 - Semifinale                                         | Jefferson Lerma                                                                  | Cap: J.Rodriguez                                                        |
| 14-7-2024                                                               | Miami Gardens                                                           | Argentina                                                               | 1 – 0 dts                                                               | Colombia                                                                | Coppa America 2024 - Finale                                             | -                                                                                | Cap: J.Rodriguez                                                        |
| Totale                                                                  |                                                                         | Presenze                                                                | 26                                                                      |                                                                         | Reti                                                                    | 50                                                                               |                                                                         |

## Palmarès

### Club

#### Competizioni internazionali
- Coppa Interamericana: 1

Argentinos: 1986
- Coppa Mitropa: 1

Bari: 1990